# Dipsas indica
Também conhecida como dormideira, pingo de ouro e papa-lesmas, Dipsas indica é uma serpente pequena da família dos Colubrídeos pode atingir cerca de 82 cm (Cunha e Nascimento, 1977), conta com pupilas verticais, dentição áglifa e não é peçonhenta.
Possui uma cor de fundo marrom-claro amarelado; trapézios no dorso, onde tem pintas amarelas e brancas; seu corpo é compresso lateralmente. Escamas internasais menores que os prefrontais, frontal tão larga quanto longa. Tem sua distribuição com uma população isolada no sul da Bahia e porção norte do Centro-Oeste.
É terrestre e semiarborícola, noturna e se alimenta de lesmas e caramujos.
Ovípara, bota de 4 a 8 ovos (Amaral, 1977).